# Втрати 127-ї мотострілецької дивізії (РФ)
У статті наведено подробиці втрат 127-ї мотострілецької дивізії Збройних сил РФ у різних військових конфліктах.

## Російсько-українська війна
| п/п | Прізвище, ім'я, по-батькові                                                | Звання/посада | Дата народження | Дата смерті | Місце смерті     |
| --- | -------------------------------------------------------------------------- | --- | --------------- | ----------- | ---------------- |
| 1.  | Гантимуров Михайло Олександрович (рос. Гантимуров Михаил Александрович)    | рядовий | 09.11.1997      | 11.09.2018  | Приморський край |
| 2.  | Гасанов Фахретдін Якубович (рос. Гасанов Фахретдин Якубович)               | капітан, командир 1 стрілецького батальйону, 394 МСП | 28.04.1991      | 21.03.2022  |                  |
| 3.  | Московських Григорій Володимирович (рос. Московских Григорий Владимирович) | сержант, командир танка танкового взводу танкового батальйону, 218 ТП | 27.01.1988      | 26.03.2022  |                  |
| 4.  | Горчицький Станіслав Євгенович (рос. Горчицкий Станислав Евгеньевич)       | старший лейтенант, командир гаубичної самохідно-артилерійської батареї | 25.02.1991      | 01.04.2022  | Степне           |
| 5.  | Хамідрахітов Ільшат Ахатович (рос. Хамидрахимов Ильшат Ахатович)           | старший лейтенант, командир гранатометного взводу, 394 МСП | 19.05.1995      | 14.04.2022  |                  |
| 6.  | Ромащенков Андрій Васильович (рос. Ромащенков Андрей Васильевич)           | молодший сержант, 218 ТП | 05.09.2000      | 19.04.2022  |                  |
| 7.  | Гармаєв Андрій Баясхаланович (рос. Гармаев Андрей Баясхаланович)           | прапорщик, командир комендантського взводу роти управління, 218 ТП | 21.06.2001      | 22.04.2022  |                  |
| 8.  | Андрійєвський Денис Іванович (рос. Андриевский Денис Иванович)             | старший лейтенант, командир гаубичного самохідного артилерійського взводу гаубичної самохідно-артилерійської батареї гаубичного самохідно-артилерійського дивізіону, 114 МСП | 10.10.1987      | 27.04.2022  | Бражківка        |
| 9.  | Замфір Володимир (рос. Замфир Владимир)                                    | сержант, начальник радіостанції | 09.06.2000      | 09.05.2022  | Павлівка         |
| 10. | Магомедов Малік Халікович (рос. Магомедов Малик Халикович)                 | капітан | 26.10.1990      | 10.05.2022  |                  |
| 11. | Апанович Павло Сергійович (рос. Апанович Павел Сергеевич)                  | майор, заступник командира, 114 МСП | 24.10.1986      | 23.08.2022  |                  |
| 12. | Зімінов Олександр Михайлович (рос. Зиминов Александр Михайлович)           | рядовий | 25.11.1987      | 25.10.2022  | Донецька область |
| 13. | Хабусов Володимир Миколайович (рос. Хабусов Владимир Николаевич)           | лейтенант, командир взводу, 114 МСП | 03.05.2000      | 25.02.2023  |                  |
| 14. | Єхлаков Євген В'ячеславович (рос. Ехлаков Евгений Вячеславович)            | майор, заступник командира, 114 МСП | 31.07.1984      | 13.05.2023  |                  |
| 15. | Домнін Олександр Олександрович (рос. Домнин Александр Александрович)       | мобілізований, 143 МСП | 14.05.1984      | 14.06.2023  |                  |
| 16. | Гроцький Денис Олександрович (рос. Гроцкий Дмитрий Александрович)          | сержант | 12.07.1993      | 02.07.2023  |                  |
| 17. | Яшкін Денис Геннадійович (рос. Яшкин Денис Геннадьевич)                    | ???, старший стрілець, 218 ТП | 16.02.1993      | 11.07.2023  |                  |
| 18. | Панкратов Сергій Ігорович (рос. Панкратов Сергей Игоревич)                 | рядовий | 02.08.2001      | 30.07.2023  |                  |
| 19. | Фефелов Микола Сергійович (рос. Фефелов Николай Сергеевич)                 | ??? кулементник, 394 МСП | 26.12.1990      | 13.11.2023  | Приютне          |
| 20. | Табидаков Євген Амадуєвич (рос. Табыдаков Евгений Амадуевич)               | лейтенант | 20.07.2000      | 13.02.2024  |                  |